# Spraytrip Kolding
Spraytrip Kolding er en bog om graffitikulturen i Kolding, af Rune Lorentsen og Lars Skouboe, fra 2014.
Bogen er skrevet i interview-form og er en fortælling om og en billedlig dokumentation af Koldings graffitihistorie og graffitikultur, fra 1984 til 2014. Omdrejningspunktet i bogen, er den graffiti-tunnel, der blev etableret for byens graffitti-malere i 1989, så malerne havde et lovligt sted at lave deres graffiti. Bogen omhandler et bredt udsnit af de malere, der har været i byen gennem tiderne, for at give et nuanceret og direkte indblik i graffitikulturen og malernes tankegang. Bogen er udgivet i samarbejde med Kolding Stadsarkiv og har et forord af Peter Grønlund, der selv har malet i Koldings graffiti-tunnel.